# كارل جو وليامز
كارل جو وليامز (بالإنجليزية: Carl Joe Williams)‏ هو فنان تشكيلي أمريكي، ولد في 30 يوليو 1970 في نيو أورلينز في الولايات المتحدة.